# Parc national de Cathedral Rock
 (janvier 2021).
Si vous disposez d'ouvrages ou d'articles de référence ou si vous connaissez des sites web de qualité traitant du thème abordé ici, merci de compléter l'article en donnant les références utiles à sa vérifiabilité et en les liant à la section « Notes et références ».
Le parc national de Cathedral Rock est un parc national d'Australie situé à 8 km à l'est de Waterfall Way (en) en Nouvelle-Galles du Sud, à 70 km à l'est d'Armidale et à environ 555 km au nord de Sydney.
Ce parc est situé dans la cordillère australienne, entre la rivière Guy Fawkes et Macleay Range, environ six kilomètres à l'ouest du village d'Ebor (en).
Le plus haut sommet du plateau de la Nouvelle-Angleterre, Round Mountain (en), est situé dans le parc.

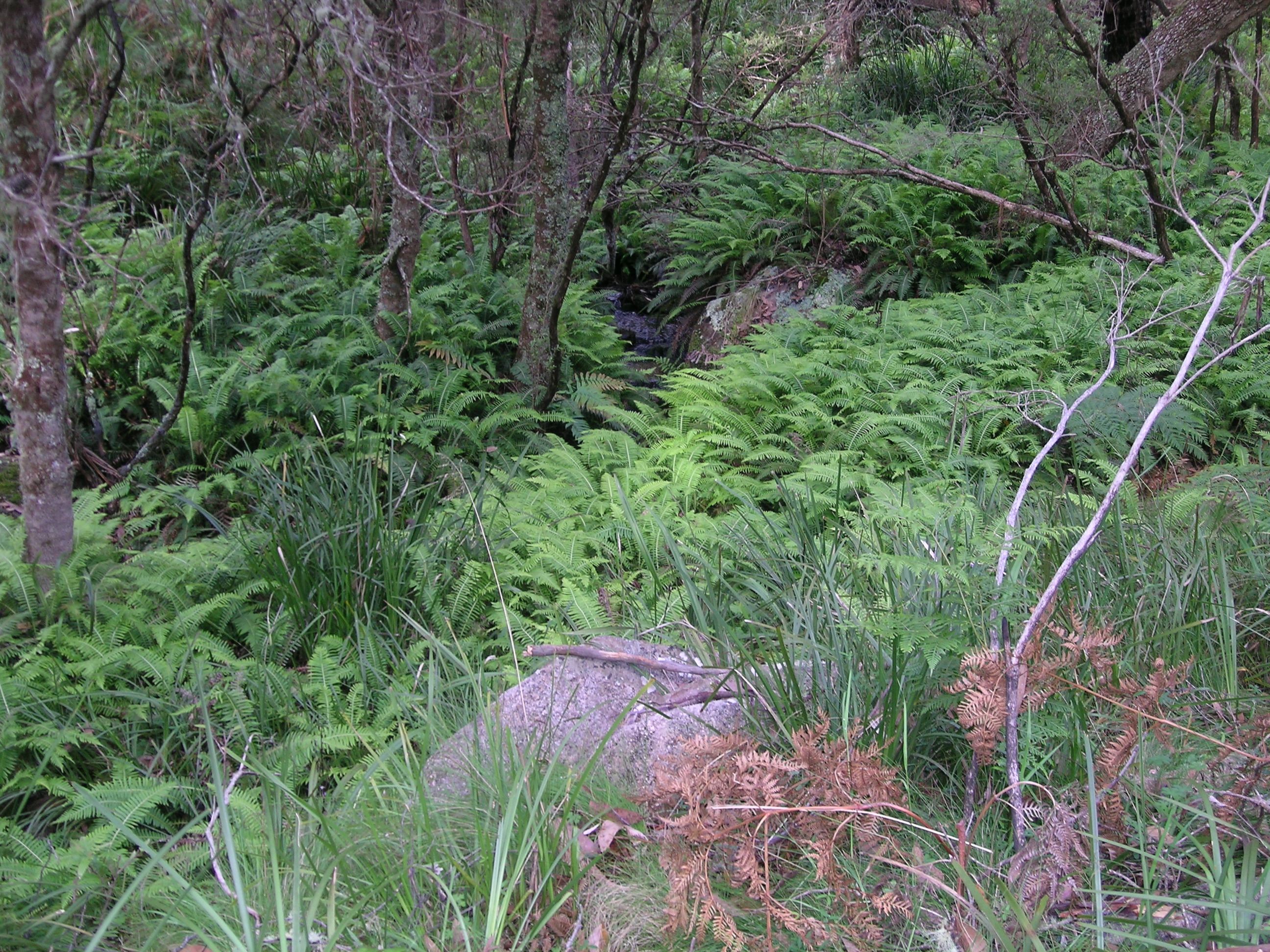
Fougères Gleichenia dicarpa dans un ravin ombragé du parc.

Une partie du parc a été affectée par les feux de brousse de 2019-2020.